# Guaranismo
Un guaranismo es un préstamo lingüístico de origen guaraní introducido en el castellano o en otros idiomas.

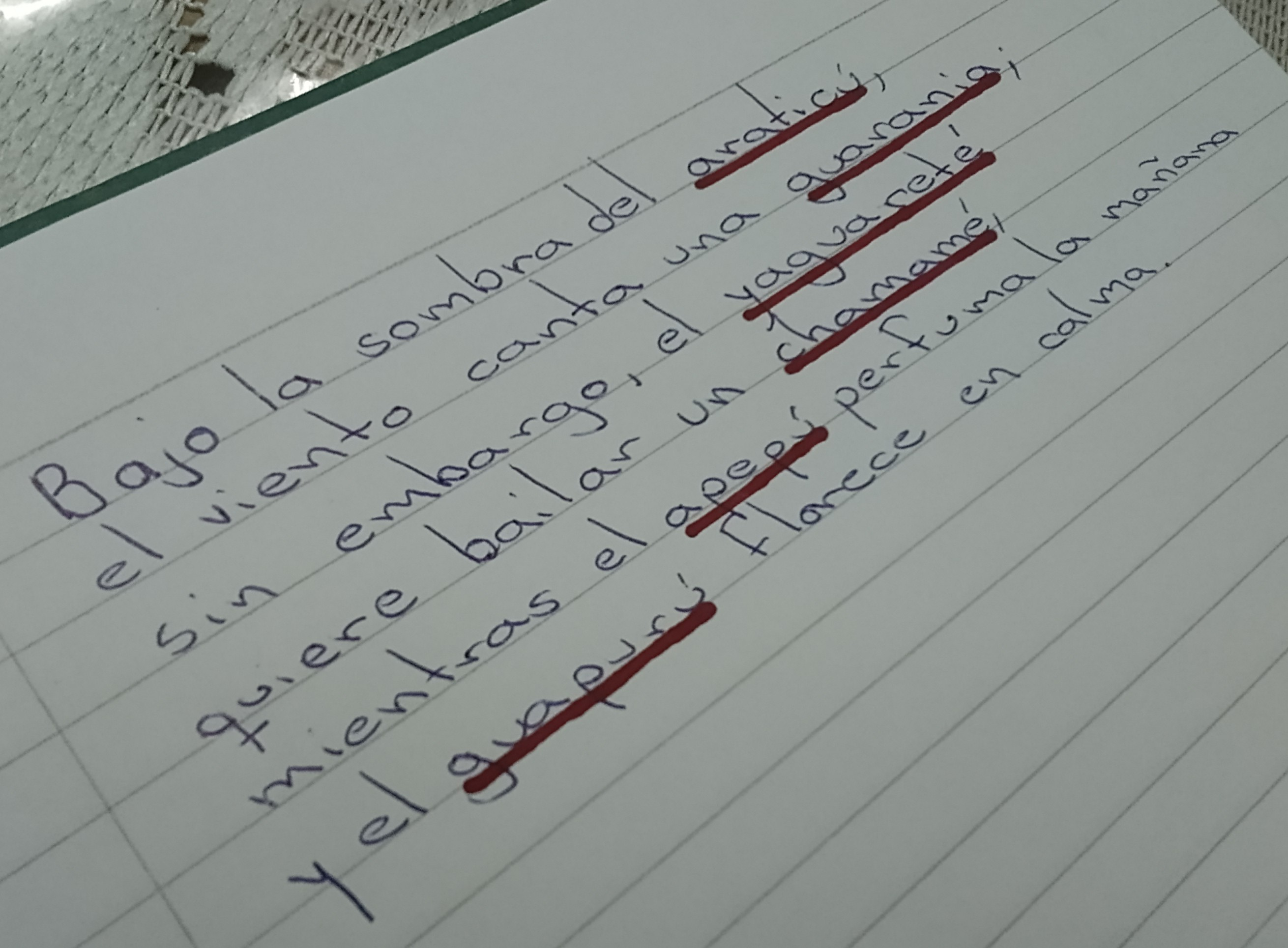
Texto en castellano con guaranismos subrayados

En general, la adaptación de las palabras guaraníes es relativamente cómoda al idioma español. Esto debido a la relación histórica que guardan —a través de los años de dominio español en territorio guaranihablante—, por compartir versiones modificadas del alfabeto latino (achegety), y por un cierto grado de similitud fonética entre ambos idiomas; guardando grandes diferencias con relación a la gramática y la morfología.
Para 1970, la Real Academia Española ya había introducido más de un centenar de palabras de origen guaraní en la decimonovena edición de su diccionario. En esta edición hubo una importante corrección, que consistió en el rótulo como «voz guaraní», que aparecía en ediciones anteriores como «argentismo», rótulo inexacto. La influencia del guaraní, obviando su fuerte presencia en el portugués de Brasil; es notable en el español de Paraguay (país oficialmente bilingüe), Argentina, Bolivia, y Uruguay. Los guaranismos léxicos abundan especialmente en el Cono Sur, principalmente en los nombres que designan fauna y flora, además de objetos que han pasado al español general, como maraca, ñandú, chipá, tereré, etcétera.

## Palabras guaraníes en español
La adopción de extranjerismos o préstamos es uno de los procesos evolutivos de las lenguas para la expansión o reemplazo del léxico en aquellos idiomas cuyos hablantes mantienen contacto con otros idiomas, para designar ideas de las que carecen. Existen varias palabras en español cuyo origen es guaraní (y viceversa), muchas de ellas están relacionadas con cosas desconocidas en el Viejo Mundo antes de la colonización española.
Algunos ejemplos de guaranismos en idioma español son:
- Abatí (avati)
- Achachairú (achachairu)
- Aguaí (agua’i)
- Aguará guazú (aguara guasu)
- Agutí (akuti)
- Ananá (anana)
- Apepú (apepu)
- Apereá (apere’a)
- Arasá o Arazá (arasa)
- Araticú (aratiku)
- Caburé (kavure)
- Caicobé (kaikove)
- Caracará (karakara)
- Carcarañá (karakara aña)
- Caracú (karaku)
- Caraguatá (karaguata)
- Caraguatapé (karaguatape)
- Caranday (karanda’y)
- Chamamé (chamame)
- Chipa o chipá (chipa)
- Coatí o Cuatí (kuatĩ)
- Cuñapé (kuñape)
- Curepí (kurepi)
- Guará (guara)
- Guaraná (guarana)
- Guaraní (abá guariní 'hombre de guerra')
- Guarania (guaránia)
- Guapurú (yvapurũ)
- Guazubirá, guasuvirá o asú virá (guasuvira)
- Iguazú (y guasu)
- Jacaranda o Jacarandá (jakaranda)
- Kivevé o Quibebé (kiveve)
- Mamangá (mamanga)
- Mamboretá (mamboreta)
- Manguruyú (manguruju)
- Mandioca (mandi’o)
- Mandubá (manduva)
- Manduví (manduví)
- Mbeyú (mbeju)
- Mburucuyá (mburukuja)
- Ñacaniná (ñakanina)
- Ñandú (ñanduguasu)
- Ñandubay (ñanduvái)
- Ñandutí (ñanduti)
- Ñurumí o Yurumí (jurumi)
- Paraguay (paraguay)
- Pacú (paku)
- Peposaca (pepo sakã)
- Piracaldo (pira)
- Pirayú (piraju)
- Pirapucú (pirapuku)
- Pirarucú (piraruku)
- Pororó (pororo)
- Sapucai (sapukái)
- Sarandí (sarandy)
- Soyo (so’ojosopy)
- Surubí (suruvi)
- Tacuara (takuára)
- Tacuapí (takuapi)
- Tacuapú (takuapu)
- Tacurú (takuru)
- Tamandua (tamandua)
- Tambacú (tambaku)
- Tapioca (tapi’óka)
- Tereré (terere)
- Tatacuá (tatakua)
- Tucán (del tupí-guaraní tukã, tukana)
- Tucunaré (tucunare)
- Uruguay (uruguay)
- Yacaré (jakare)
- Yaguarundí (jaguarundi)
- Yararacusú (jararakusu)
- Yarará (jarara)
- Yatay o Yataí (jata'i)
- Yguazú (y guasu)